# Radulina elegantissima
Radulina elegantissima là một loài rêu trong họ Sematophyllaceae. Loài này được (M. Fleisch.) W.R. Buck & B.C. Tan mô tả khoa học đầu tiên năm 1989.